# Нейтральная земля

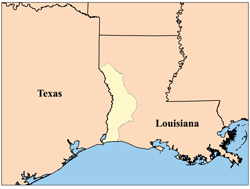
«Нейтральная земля» и современные границы штатов США

Нейтральная земля (англ. Neutral Ground), также называемая в источниках как Нейтральная полоса (англ. Neutral Strip), Нейтральная территория (англ. Neutral Territory) или Сабинское свободное государство (англ. Sabine Free State) — историческое название района современного американского штата Луизиана, принадлежность которого в начале XIX века оспаривали друг у друга Соединённые Штаты и Испания.
Колониальные власти Новой Испании в XVIII веке с беспокойством наблюдали за тем, как французские поселенцы в Луизиане всё ближе подбираются к Техасу. Потерпев поражение в Семилетней войне, Франция в 1762 году по секретному договору уступила Луизиану Испании, и проблема разграничения была временно снята. В 1800 году по секретному договору Испания вернула Луизиану Франции, однако в этом договоре не были определены границы, поэтому когда в 1803 году Соединённые Штаты купили Луизиану, спор о границах возник опять: Соединённые Штаты считали, что западной границей купленных земель является река Сабин, испанцы же считали восточной границей Техаса реку Арройо-Ондо. Когда в 1805 году Испания разорвала дипломатические отношения с США, то переговоры прекратились, а в районе реки Сабин начались стычки.
Тем не менее, ни одна из сторон не желала войны, и 5 ноября 1806 года местные военные власти — американский генерал Джеймс Уилкинсон и испанский генерал-лейтенант Симон де Эррера — подписали соглашение, объявляющее спорную территорию нейтральной землёй до тех пор, пока соответствующими правительствами не будет определено точное прохождение границы. Это соглашение не было официальным договором, оно не было ратифицировано ни одним из правительств, однако оно признавалось и уважалось.
Соглашение предусматривало, что на спорной территории не должны размещаться войска обеих сторон, и там не должны селиться переселенцы. Однако, несмотря на это, там стали селиться поселенцы как из Соединённых Штатов, так и из Новой Испании; часть из них брало официальные разрешения у испанских властей, другие же просто занимались самозахватом пустующих земель. Территория, не имеющая законной власти, привлекала изгнанников, дезертиров, политических беженцев, искателей приключений и бандитов всех мастей. Криминальные круги на никому не подчинённой территории стали обладать такой властью, что в 1810 и 1812 годах американские и испанские войска были вынуждены предпринимать совместные военные экспедиции против них.
Подписанный в 1819 году договор Адамса — Ониса поставил точку в территориальном споре, проведя границу по реке Сабин; спорная территория отошла к Соединённым Штатам. Однако и в последующие годы власть закона на этой территории и прилегающих землях восточного Техаса была слабой. Корни произошедшей в начале 1840-х годов в Республике Техас войны между регуляторами и модераторами уходят именно в эту вольницу на Нейтральной земле.

### Статьи
- Isaac Joslin Cox. The Louisiana-Texas Frontier, II (англ.) // The Southwestern Historical Quarterly. — Georgia Historical Society, 1913. — Vol. 17, iss. 1. — P. 1-42.